# Dienerella vincenti
Dienerella vincenti is een keversoort uit de familie schimmelkevers (Latridiidae). De wetenschappelijke naam van de soort werd in 2007 gepubliceerd door Johnson.
De soort komt voor in Europa - ook in Nederland en België.